# Vêlage (glaciologie)
Pour les articles homonymes, voir Vêlage.
Ne doit pas être confondu avec Débâcle.

Production d'icebergs par vêlage au front glaciaire du glacier Perito Moreno dans le lac Argentino en Argentine.

Le vêlage est, en glaciologie, la production d'icebergs par un glacier lorsque des masses de glace se détachent de celui-ci au niveau de son front glaciaire et se retrouvent dans une étendue d'eau (mer, lac proglaciaire, etc.). Ce phénomène a été accentué par le changement climatique persistant depuis le début du XXe siècle.

## Mécanismes
Le vêlage se produit sous l'effet de plusieurs forces qui agissent sur la glace. Lorsqu'un glacier atteint une étendue d'eau, la pression exercée par l'eau et la flottabilité de la glace rendent son front plus instable. L'accumulation de tensions internes et l'écoulement du glacier provoquent l'apparition de fractures qui s'élargissent progressivement jusqu'à entraîner la séparation de blocs de glace.
La température joue un rôle majeur dans ce processus. Le réchauffement climatique accélère la fonte des glaciers, ce qui entraîne un amincissement de la glace et une augmentation du vêlage. L'eau de fonte qui s'infiltre dans les crevasses contribue également à fragiliser le glacier en lubrifiant sa base et en favorisant l'ouverture des fissures. La pression de l'eau peut également accentuer la fragmentation du glacier, notamment lorsque des blocs de glace situés sous la surface de l'eau se détachent et remontent brutalement à la surface.

## Types
Il existe plusieurs types de vêlage en fonction des conditions environnementales. Le vêlage sous-marin se produit lorsque des blocs de glace se détachent sous l'eau, tandis que le vêlage en surplomb concerne les glaciers qui avancent au-dessus de l'eau et s'effondrent sous leur propre poids. Dans certains cas, le vêlage peut être progressif, avec des fissures qui s'agrandissent lentement jusqu'à la séparation du bloc de glace.

## Conséquences
Le vêlage a des conséquences importantes sur l'environnement, notamment en contribuant à l'élévation du niveau de la mer. Les glaciers polaires, en particulier ceux du Groenland et de l'Antarctique, perdent d'énormes volumes de glace chaque année, accélérant la montée des océans. Ce phénomène modifie également les écosystèmes marins en influençant la température et la salinité des eaux, ce qui peut avoir des répercussions sur la faune et la flore marines.
En plus de ses effets climatiques, le vêlage a un impact sur la navigation. Les icebergs produits par le détachement de la glace dérivent dans l'océan et représentent un danger pour les navires. L'un des exemples les plus célèbres est le naufrage du Titanic en 1912, causé par la collision avec un iceberg issu du vêlage d'un glacier groenlandais.

## Exemples de vêlage notables
- L'effondrement de la plateforme glaciaire Larsen B en Antarctique en 2002, avec la perte de 3 250 km² de glace en quelques semaines[5].
- Le glacier Jakobshavn au Groenland, l'un des plus actifs au monde et une source majeure d'icebergs dans l'Atlantique Nord.
- Le glacier Perito Moreno en Argentine, connu pour son vêlage périodique dans le lac Argentino.
- Le vêlage du glacier de l'Île-du-Pin en Antarctique, responsable de vastes icebergs dérivant dans l'océan Austral.